# Cancún FC
Der Cancún Fútbol Club, kurz auch Cancún FC, ist ein mexikanischer Fußballverein aus Cancún im Bundesstaat Quintana Roo.
Initiator des 2020 gegründeten Vereins war José Luis Orantes, der Inhaber des Fußballvereins Cafetaleros de Tapachula, der die Zweitligalizenz seines Vereins nach Cancún transferierte, um seine Mannschaft im hiesigen Estadio Olímpico Andrés Quintana Roo spielen zu lassen, nachdem der vorherige Nutzer CF Atlante seinen Rückzug nach Mexiko-Stadt beschlossen hatte.
Der Verein tritt in der Saison 2020/21 in der neu kreierten Liga de Expansión MX an.